# Advena charon
Advena charon е вид коремоного от семейство Helicarionidae. Видът е застрашен от изчезване.

## Разпространение
Разпространен е на Остров Норфолк.